# Rising Lands
Rising Lands is een op fantasie gebaseerd real-time strategiespel voor de computer, ontwikkeld door Microïds, uitgekomen in de winkels in 1997.

## Spel
Rising Lands neemt plaats in een niet al te verre toekomst, waarin de aarde verwoest is door een komeet. De overlevenden hebben kleine stammen gevormd, en als leider van een van deze stammen is het de spelers missie om de mensen zo te leiden dat deze gaan heersen over de door doemscenario's getroffen aarde.
De gameplay is vrij gelijk aan de meeste real-time strategiespellen. Je verzamelt drie verschillen grondstoffen (voedsel, stenen en schroot (oude machine-onderdelen)) en moet deze gebruiken om nieuwe gebouwen te bouwen, legers te creëren, bevolkingsaantal te verhogen en nieuwe technologieën te onderzoeken. Uniek aan Rising Lands is de methode van onderhoud voor troepen: alle mensen willen eten, en als ze genoeg honger hebben verlaten ze hun post om eten te halen. 
Een van de innovatieve eigenschappen van het spel is dat de diplomatieke en wetenschappelijk behaalde resultaten worden overgebracht naar de volgende missies.
Het spel is gemengd ontvangen, voornamelijk door de onhandige gebruikersinterface - zo moet om grondstoffen te verzamelen met control ingedrukt eerst het verzamelpunt en daarna het afleverpunt geselecteerd worden, terwijl de meeste spellen uit die tijd met één klik klaar waren. 